# 洞爺丸
洞爺丸（とうやまる）は、運輸省鉄道総局ならびに日本国有鉄道（国鉄）が青函航路で運航した車載客船である。
戦災で壊滅した青函連絡船の復興のため、当時の国鉄であった運輸省鉄道総局がGHQの許可を得て建造した車載客船4隻の第1船である。本船の同型船には羊蹄丸、摩周丸、大雪丸があり、これら4隻は洞爺丸型と呼ばれた。
1954年（昭和29年）9月26日、洞爺丸台風による暴風と高波で転覆・沈没し、死者・行方不明者あわせて1,155名という、日本海難史上かつてない洞爺丸事件を起こした悲劇の船として、歴史に名を残すことになった。
本項では終戦前後から本船建造に至るまでの青函航路の概略についても記述する。

## 車載客船建造までの経緯

### 終戦前後の青函航路

#### 特務艦、一般商船、他航路連絡船などを総動員
終戦1ヵ月前の1945年（昭和20年）7月14・15両日のアメリカ軍による空襲で、青函連絡船は12隻全船が稼働不能となった。このため、急遽7月17日から海軍特務艦で元日本郵船樺太航路の砕氷貨客船千歳丸（2,669総トン）を、7月20日から同じく海軍特務艦で元大阪商船琉球航路貨客船浮島丸（4,730総トン）を就航させ、7月23日からは、たまたま函館船渠で定期検査修繕中の稚泊連絡船 亜庭丸 （3,391総トン）を繰り上げ出場のうえ就航させた。さらに、7月25日からは大阪商船所有で船舶運営会運航の稚斗連絡船（稚内 - 本斗）樺太丸（元関釜連絡船初代壱岐丸1,598総トン）を就航させ、運航継続を図った。また上記空襲で損傷し、函館船渠で修復中であった車両渡船第七青函丸も7月25日から復帰させ、7月29日からは第八青函丸も復帰させ、車両航送再開に努めた。
終戦直後、青函航路には、多くの引揚げ者や復員者、徴用解除の帰郷者、朝鮮半島や中国大陸への帰還者、さらには食糧買い出しの人々も殺到し、貨物は減少したものの、当時、本州と北海道とを結ぶ代替ルートのない唯一の航路で、農産物や石炭輸送の継続を迫られていた。終戦時稼働できたのは上記2隻の車両渡船と樺太丸だけで、旅客設備未設置の第八青函丸にまで1,100名もの旅客を乗せることが常態となっていた。このような中、8月20日から関釜連絡船 景福丸（3,620.60総トン）を、8月21日からはフィリピンからの拿捕船で船舶運営会の暁南丸（1,243総トン）を、8月24日からは関釜航路の貨物船壱岐丸（2代）（3,519.48総トン）を、11月29日からは稚泊連絡船宗谷丸を就航させたほか、多数の商船、機帆船、旧陸軍上陸用舟艇などを傭船して、この混乱期に対応した。なおこの時期（1945年（昭和20年）9月から1946年（昭和21年）2月）までの1航海の平均乗船者数は2,550名にも達していた。さらに、青函航路への回航中、1945年（昭和20年）7月30日、京都府下宮津湾でアメリカ軍の空襲に遭い、擱坐していた関釜連絡船 昌慶丸（3,620.60総トン）を浮揚、修復し、1947年（昭和22年）9月23日から青函航路に断続的に就航させ、同徳寿丸（3,619.66総トン）も昌慶丸 と交互に助勤する形で、1948年（昭和23年）3月4日から5月2日までと、1949年（昭和24年）3月から8月にかけて助勤させていた。しかし、これら他航路からの転属船は貨車航送ができず、慢性的な貨物輸送力不足の解決にはならなかった。

#### 貨車航送能力の回復の遅れとデッキハウス船
戦時下を生き延びた、たった2隻の車両渡船も、1945年（昭和20年）8月30日に、先ず第七青函丸が函館港北防波堤に衝突して入渠休航となり、同船が復帰した同年11月28日には、第八青函丸が青森第1岸壁で貨車積込作業中、ヒーリング操作不調で、その場に沈座してしまい、翌1946年（昭和21年）1月1日、ようやく浮揚するという事故も発生した。この修復工事に際し、比較的容易に実施可能な旅客輸送力増強策として、1946年（昭和21年）4月、船橋楼甲板の本来の甲板室の前後に、定員535名の木造の旅客用甲板室（デッキハウス）を造設して、“デッキハウス船”と呼ばれる客載車両渡船としたうえ、同年5月21日より旅客扱いを開始した。
一方1945年（昭和20年）10月9日には、戦時中より建造中であった、いわゆる“続行船”の第十一青函丸 が就航し、翌1946年（昭和21年）5月15日には同じく第十二青函丸が就航した。同年7月23日には同じく石狩丸（初代）も就航したが、当初これら3隻は、旅客設備のない車両渡船として建造工事が行われていた。しかし第十一青函丸では就航1年後の1946年（昭和21年）9月に、他の2隻は建造中に、第八青函丸同様、早期の旅客輸送力増強を目指し、船橋楼甲板に定員300 - 400名の鋼製の旅客用甲板室を造設して“デッキハウス船”とした。しかし、戦後竣工の新造船は、就航と同時に進駐軍専用船に指定されてしまい、さらに1946年（昭和21年）6月には、就航中ならびに今後就航予定の全“デッキハウス船”を進駐軍専用船に指定する、との指令が出され、日本人向けの輸送力増強は進まなかった。

#### LST（戦車揚陸艦）による貨車航送
1945年（昭和20年）12月24日には、相次ぐ事故による貨車航送力の回復遅延に業を煮やした進駐軍は、貸与したLST（戦車揚陸艦）（排水量（計画満載）3,590トン）の車両甲板にレールを敷設して、車両渡船として使用するように命じた。これは、船首から貨車の積卸しをする方式で、車両甲板船首端では1線、車両甲板では3線となる船内配線で、連合軍がノルマンディー上陸作戦時に、イギリスの貨車をフランスへ航送するとき用いた方法であった。早速、 三菱重工横浜造船所で改装工事が行われたが、建築物等が線路に近付き過ぎてはならない限界を示す建築限界を無視した軌道配置を採らざるを得ず、さらに車両甲板に急勾配があるなど、問題も多く、小型無蓋車のトムとト限定で、積載車両数はトム換算20両となった。函館側は有川第4岸壁の裏側の、未完成の第5岸壁をLST専用とし、青森側は、当初は空襲で可動橋使用不能となっていた青森第3岸壁をLST専用として、1946年（昭和21年）3月31日から2隻のLSTが就航した。その後、1946年（昭和21年）7月1日からは青森側を、夏泊半島東側の小湊の工事未完の車両渡船岸壁の北側に急造したLST専用桟橋に移し、函館（有川） - 小湊間航路とした。なお、小湊では、戦時中の石炭列車航送増強のため、1943年（昭和18年）12月から車両渡船岸壁築造工事が進められていたが、終戦で工事は中断していた。しかしこのLSTは、喫水が船首で2.65m、船尾で3.97mと浅いため、風に流されやすく、1947年（昭和22年）1月27日にはQ022号が平館海峡東岸、貝埼沖で座礁大破し、以後稼働できず、同年8月20日には船舶運営会に引き渡された。残るQ021号はその後も稼働はしたが、片道8時間を要し、1日1往復しかできず、給油のため往復8日間もかけて横須賀まで行く有様で、逼迫した青函航路の窮状にとっては焼け石に水であった。このため、戦後建造のW型・H型車両渡船の連続就航を目前に控えた1948年（昭和23年）2月には運航終了となり、同年2月26日にアメリカ軍に返還された。

#### GHQによる車載客船建造許可
戦時中から建造中であった、車両渡船 第十二青函丸・石狩丸（初代）を含む、いわゆる“続行船”の竣工後をにらみ、日本政府がGHQに出していた大量の新造船建造申請は、1946年（昭和21年）1月、ことごとく却下された。しかし、このような青函航路の貨車航送能力不足は、北海道に駐留するアメリカ軍自身の物資輸送にも支障をきたすところとなり、1946年（昭和21年）7月、当時の国鉄であった運輸省鉄道総局はGHQから、青函航路用に車載客船4隻、車両渡船4隻、計8隻（補助汽船と宇高航路の車載客船も含めると17隻）という、大量の連絡船建造の許可を取り付けることに成功した。
洞爺丸は青函航路の車載客船第1船として、早くも1946年（昭和21年）9月17日、三菱重工神戸造船所で起工されたが、同造船所にとっても本船は戦後初めて起工する商船であった。翌1947年（昭和22年）2月には突然車載客船4隻の建造許可取消命令が出される（運輸省鉄道総局の説得工作で命令は撤回されたが）など、気の変わりやすいGHQに翻弄されながらも、戦争で破壊された施設で、充分な資材もない厳しい造船事情の中、極めて逼迫した青函航路の早急な輸送力回復のためと、GHQによる新たな阻害が起きないうちの竣工を目指し、建造は急ピッチで進められた。
洞爺丸型車載客船4隻の建造は、かつて翔鳳丸型を建造した浦賀船渠も候補にあがったが、建造体制が整わず辞退し、結局3隻を三菱重工神戸造船所が、1隻を浦賀船渠が建造することとなった。なお、浦賀船渠では同時期、このほかに、戦時中から連続建造してきたW型戦時標準船の平時仕様の車両渡船2隻の建造が、また三菱重工横浜造船所ではH型戦時標準船の平時仕様の車両渡船2隻の建造が行われた。
なお、設計段階では、本船もデッキハウス船同様、竣工後は進駐軍専用船に指定される懸念もあり、当時のアメリカ軍高級将校は、寝台車に調理室を設けてホテル代わりとし、北海道を含む日本国内各地を旅行していたため、これに対応できるよう、貨車航送力不足のこの時期に、あえて貨車積載数を犠牲にしてまで、後述するような寝台車航送を重視した設計となった。GHQが本船を日本人用にすると発表したのは着工直前であった。
こうして、待望の真新しい洞爺丸は、戦後初の“大型客船”として、人々の祝福を受け、1947年（昭和22年）11月21日、青函航路に就航した。激しく混雑する列車を降り、真新しい連絡船に乗り換えた乗客たちは、給湯設備の整った洗面台で顔を洗い、整備された明るい船内でくつろぐことができた。戦後混乱期の最中にあった国鉄において一足早く、洞爺丸型各船は快適な旅のサービスを提供したのである。

## 船体構造
鉄道車両積載のため、喫水線上約1.9mの位置に、前後に全通する車両甲板を持ち、その中央部を前後にほぼ全通する甲板2層分吹き抜け構造の車両格納所とし、その船尾端は車両積卸しのための線路1線幅の開口とし、船尾扉の装備はなかった。車両甲板下には第二甲板と船底の船艙、車両甲板両舷側中2階には下部遊歩甲板、車両甲板天井部には上部遊歩甲板を持ち、その上に3層の甲板室を設けた7層構造であった。この基本構造は、1924年（大正13年）に建造された翔鳳丸型に準じたものであったが、設計期間短縮のため、船体形状を決める船体線図には、戦時中博釜航路へ投入予定で設計されたH型戦時標準船石狩丸（初代）の線図を、針路安定性向上のため、船首船底のカットオフを減らす修整を加えて採用し、また二重底を採用するなど平時仕様で建造された。垂線間長113.2mはW型船・H型船と同一で、翔鳳丸型に比べ、全長が約9m延長され118.7mとなり、総トン数も3,400トン級から3,800トン級へと大型化した。なお船体重量軽減のため、船体肋骨の間隔はW型・H型の68cmから76cmに伸ばされていた。
新造時の旅客定員は1等44名、2等255名、3等633名、計932名と、翔鳳丸型と同等であった。
同時期建造のW型・H型車両渡船も平時仕様に改良されていたとはいえ、外観的には戦時標準船そのままであったのに対し、洞爺丸型では、甲板室の外観や内装だけでなく、補機類の大幅な交流電化など、当時としては相当の新機軸導入が図られていた。

### 一般配置

#### 羅針船橋
最上層は操舵室屋根に相当する羅針船橋で、船体中心線上に磁気コンパスが設置されていたほか、探照灯や無線方位測定機のアンテナなどが設置されていた。

#### 航海船橋
羅針船橋の下が航海船橋で、その最前部に、船体全幅から、さらに両翼が舷外へ約1m張り出した操舵室が設置され、操舵室内の船体中心線上には木製舵輪の浦賀式水圧式テレモーターが立ち、左舷側にエンジンテレグラフ、ドッキングテレグラフ、ステアリングテレグラフが、右舷側に海図台が配置され、新造時はレーダーやジャイロコンパスの装備はなかった。また操舵室前面は第三青函丸のように円弧状に丸く張り出した形に戻った。この甲板には操舵室以外の甲板室はなく、操舵室後方は前後約12.5m、幅約11mの露天甲板となっており、その中央部、船体中心線上に前部マストが若干後傾して立てられていたが、W型H型のような3本足トラスではなく、柱1本の通常型であった。

#### 端艇甲板
端艇甲板には、屋上が上記の航海船橋となる小規模な甲板室があり、この前面も、直上の操舵室前面からの続きで、前方が円弧状に丸く張り出しており、さらにその前側に、両舷を繋ぐ屋根付きガラス窓付きの遊歩廊が設けられたため、その幅約1.2mが、操舵室前面より円弧状のまま前方に張り出した。このため操舵室が端艇甲板室前面より1.2m後退して設置された外観となった。この甲板室には船長室、甲板部・機関部・通信部の高級船員居室と浴室、トイレ・洗面所が設けられたほか、甲板室の左舷船尾側には無線通信室が配置された。
この甲板室の後方には別棟の小さな甲板室があり、内部は左舷が非常用発電機室、右舷が電動送風機室となっていた。煙突は4本あり、端艇甲板両舷側寄りに片舷2本ずつ、いずれも太い煙突が若干後傾して立ち上がっていた。各煙突の外側4ヵ所と、4本の煙突に囲まれた中央部に1ヵ所、煙突群の後方にも3ヵ所の電動送風機室が設置されていた。端艇甲板両舷側には各舷5隻ずつ救命艇が懸架されていたが、煙突があるため、各舷、煙突の前に1隻、煙突の間に1隻、煙突の後ろに3隻で、両舷で10隻となり、右舷最前部のみ発動機付きであった。救命艇の懸架列の船首側両舷側には「TOYA」の電飾標示もあった。後方の船体中心線上には通常型の1本柱の後部マストがやはり後傾して立ち、最後部には積載車両の積卸し作業を目視しながらヒーリングポンプの遠隔操作ができる箱型の後部操縦室が設置されていた。

#### 上部遊歩甲板
車両甲板天井に相当するのが上部遊歩甲板で、最前部は露天の船首係船作業場となっており、その中央には揚錨機が設置されていた。当時の青函連絡船は、入港時には必ず右舷錨を投錨して、岸壁直前でのブレーキと右旋回の支点とし、出航時は、これを揚錨することで船首の右回頭力を得て、船首を右方向へ牽引する補助汽船の負担を減らしていた。その揚錨機を駆動するのが80kW巻線型交流誘導電動機で、揚錨機の回転軸とは直角の前後方向に回転軸を向け、揚錨機後ろ側の船体中心線上に設置されていた。揚錨機には錨鎖を巻き揚げる軸とは別に、これと平行な回転軸があり、この左右両端に糸巻き型のワ―ピングドラムが付き、着岸時には、岸壁とつないだ係船索を、途中甲板縁の滑車であるフェアリーダーで方向を変え、ここに巻き付け、適宜スリップさせつつ巻き込みながら、船体を岸壁に寄せていた。また、揚錨機から船体中心線上を船首方向へ伸びるシャフトが設置され、その先端には、回転軸が垂直の糸巻き型のキャプスタンも設置されていた。これらの後方には、下の船員室へ通じる階段室、倉庫、電動送風機室（サーモタンク室）が一体となった小さな甲板室があった。
上部遊歩甲板は、これら船首係船作業場以外の部分は主たる甲板室で占められ、甲板室にはその全周にわたる遊歩廊が設けられ、そのうち前方と両側面の船首側約8m以外は側面は開放されていた。前方の遊歩廊外壁には1層上の端艇甲板同様ガラス窓が設けられ、その外壁面は端艇甲板遊歩廊前面外壁と同一面で連なっていた。遊歩廊内側の甲板室最前部両側の角部屋2室は1段寝台2人部屋の1等特別室で、特に左舷側はトイレ・浴室を付属する豪華な部屋で、特1号室と通称された。しかし、これら特別室の外側には窓付き遊歩廊があるため、室内からの外部展望は必ずしも良好ではなかった。その後ろ、2本の廊下が平行に後方へ延び、その外側に5室ずつ計10室の2段寝台4人部屋の1等船室が並び、2本の廊下にはさまれた内側には、1等旅客共用のトイレ・洗面所、浴室、船舶給仕控室があった。
2本の廊下が終わると、そこは両舷にわたる広々とした1等出入口広間で、ソファーが置かれていた。その左舷船尾側壁面には木彫りレリーフの装飾が施されていた。この装飾のある壁面の後ろ側には甲板室幅の左舷側半分以上を占める1・2等食堂があり、食堂の右舷側を通る前後方向の通路兼用の1・2等喫煙室との仕切りにはガラス格子が用いられた。ただ、後述の煙路と3等船室からの脱出用階段がこの食堂と喫煙室の外壁面に設けられたため、舷側窓を十分に設置できなかった。喫煙室後方の通路右舷側には事務長室と主席事務掛室が配置され、通路はさらに船尾方向へ続いていたが、ここから後方は2等区画となった。通路左舷側の食堂の後方には配膳室が隣接し、その後方は定員30名の開放2段寝台の2等寝台室で、通路をはさんだ右舷側にはトイレ・洗面所、案内所が置かれ、その後方には両舷にわたる2等出入口広間が続いた。その後方は左舷に婦人用、右舷に男子用トイレ・洗面所があり、その間の通路を通り抜けると、定員194名のじゅうたん敷きの2等雑居室に達した。翔鳳丸型では乗下船時の雑踏を喫煙室や通路で対応していたが、本船ならびに同型船では、1等と2等それぞれに出入口広間が設置された。なお、上部遊歩甲板は1等船室区画以外は最上階のため、前方の1等出入口広間から食堂、喫煙室、通路、2等出入口広間、2等雑居室に至るまで、随所に天窓を設けて自然光採光が図られた。

#### 下部遊歩甲板
下部遊歩甲板は車両甲板両舷の中2階相当で、翔鳳丸型では幅約2.4mと狭く、舷側面の大部分は開放状態で、左舷のみ3等旅客が利用できたが、洞爺丸型では3等旅客優遇のため、この幅を約3.2mに拡大し、舷側を外板で囲い、大型の窓を多数設け、両舷とも3等船室とした。左舷には3等出入口、3等食堂、3等椅子席を、右舷には3等椅子席を設置した。椅子席は3人掛け向かい合わせのボックスシートで、船体内側に配置され、窓側は通路となった。なお3等椅子席は、既に進駐軍専用船となっていた“デッキハウス船”で導入済みであった。右舷の3等船室化のため、翔鳳丸型で同所にあった機関部高級船員居室は端艇甲板へ移した。また、車両格納所囲壁前方には、両舷をつなぐ3等旅客用通路が設けられ、その船首側には甲板部員居室と高級船員食堂、甲板部員食堂などが配置された。なお、GHQには可能な限り大型船との印象を与えないよう、下部遊歩甲板両舷船尾には“減トン開口”としての扉を設置し、総トン数への加算を回避した。

#### 車両甲板
下部遊歩甲板拡幅により、車両格納所の幅は8.4mと狭くなり、船内軌道は翔鳳丸型の3線から2線に減った。この2線は船尾端近くで合流して船体中心線上の1線だけとなった。このため、積載車両積卸しのとき、陸上側から車両甲板船尾端に従来通り可動橋を架けるが、可動橋上の軌道3線のうち、中央の線（橋2番線）のみ船内軌道と接続された。この船内軌道配線は、船尾端で3線、中線がすぐ分岐して車両甲板の大部分の区間で4線となるW型・H型車両渡船の船内軌道の中央部の2線関連部のみ敷設した形であったが、船首部では船室確保のため、W型・H型に比べ、軌道長はそれぞれ約6mずつ短かった。新造時の軌道有効長とワム換算車両積載数は、左舷の船1番線では81m、10両、右舷の船2番線では61m、8両の計18両とされ、翔鳳丸型より7両減であった。しかし、車両甲板船尾端から車両格納所前壁までは93.5mもあり、船1番線の軌道全長も90m以上あったため、早くも1951年（昭和26年）9月施行の規程では、船1番線90m、11両、船2番線63m、8両の計19両となっていた。また、寝台車航送のため、車両甲板車両格納所囲壁に起倒式の簡易ホームが客車扉位置に設置され、車両甲板車両格納所船首部の両側には、車両格納所側から出入りできる航送客車旅客用のトイレ・洗面所も設置されていた。
下部遊歩甲板直下となる車両甲板舷側部分は、車両格納所とは隔壁で隔てられた船室区画で、左舷には3等トイレ・洗面所、厨房とそれに隣接する配膳室が設置され、1層上の下部遊歩甲板左舷の3等食堂の配膳室、2層上の上部遊歩甲板左舷の1・2等食堂の配膳室とは内部階段でつながっていた。右舷には3等トイレ・洗面所、事務掛居室等が配置され、船首部は船員食堂厨房、機関部員食堂、機関部員居住区に充てられた。車両甲板船尾露天部の両舷は船尾係船作業場となっており、各舷1台ずつ計2台の電動キャプスタンが設置されていた。

#### 第二甲板
車両甲板下の船体は船体線図流用元のH型船同様、8枚の水密隔壁で、船首側から、船首タンク、錨鎖庫、第1船艙、第2船艙、第3船艙、ボイラー室、機械室、車軸室、船尾タンク9区画に分けられていた。このうち第1船艙の第二甲板は船客掛と調理員の居住区に充てられ、第2船艙の第二甲板と、第3船艙の第二甲板にはそれぞれ畳敷きの3等雑居室を設け、前部3等雑居室、中部3等雑居室と呼称された。機関室（ボイラー室、機械室）後方の車軸室第二甲板にも同様に3等雑居室を設け、後部3等雑居室と呼称された。なおW型船・H型船同様、第3船艙両舷にはヒーリングタンクが置かれたが、船内軌道2線のため片舷160.7トンと小容量となり、タンク頂部を第二甲板の高さに収め、中部3等雑居室を両舷側まで拡げることができた。しかし、この床下の船艙部分には70kWかご型交流誘導電動機駆動渦巻ポンプ使用のヒーリング装置が設置され、ポンプ室とされたが、後ろ隣のボイラー室との間の隔壁に沿って、その一部が車両甲板下まで吹き抜け構造となり、その囲壁のため、中部3等雑居室は船尾側の壁が四角く突出したコの字型平面となった。3等船室が下部遊歩甲板にも新設されたとはいえ、主力は依然車両甲板下のこの三つの雑居室であった。
中部3等雑居室の下のポンプ室から、後ろ隣のボイラー室、その後ろの機械室、さらにその後ろの車軸室、これら4区画の間の3枚の水密隔壁には、第二甲板の1層下の船艙レベルの高さで通り抜けできるよう、水密辷戸（すべりど）が設置された。これらの水密辷戸は通常は開放されており、船体損傷等で浸水した場合、浸水が他区画へ拡大しないよう閉鎖された。これらの開閉には車両甲板左舷の水密辷戸動力室に設置された3馬力交流電動機による、交流電動機直接駆動方式が用いられた。その動力伝達方法は、電動機の回転出力がまずウォームギアで減速され、電動機駆動時のみ接続状態となるマグネットクラッチ、駆動軸回転方向変更時はしばらく空転して起動時の過負荷を防止する過負荷防止継手を経て、回転ロッドで動力室外へ出た後、 自在継手や傘歯車で方向を変えながら船内を進み、水密辷戸に達し、辷戸表面の上下に水平方向に取り付けられた2条のラックギアを駆動して辷戸を開閉するものであった。これら水密辷戸は、操舵室からの電動一括開閉、各動力室からの電動開閉と手動開閉、辷戸現場での電動開閉と手動開閉が可能であった。

### 船内暖房
船内には10系統のサーモタンク方式の換気・暖房装置が設置されていた。これは電動送風機室のサーモタンクへ取り入れた外気を、電動送風機でダクトを通して全ての客室と船員室へ送風換気するもので、寒冷時は外気をサーモタンク内の蒸気加熱機、蒸気加湿器で加温加湿して送風し、外気温マイナス4℃でも室温22℃　湿度55％に調整できた。

### 機関部
従来の青函連絡船同様、石炭焚きボイラーに蒸気タービン2台2軸で、ボイラー蒸気圧16kg/cm2、温度330℃の乾燃室円缶6缶となり、うち5缶使用で通常の運航が可能な設計であった。ボイラーからの煙路は第一青函丸以来の車両渡船同様両舷に振り分けたが、車両格納所幅が2線と狭いため、上部遊歩甲板の甲板室壁内に収まっていた。終戦後の粗悪炭使用を考慮し、煙道を太くしたこともあり、2列に並ぶ4本の煙突はわずかに後ろへ傾斜し、大きく立派なものとなったが、風圧面積を増加させる結果となった。
タービンは平時型で、高低圧タービン2筒式、定格出力2,250軸馬力の三菱神戸式1段減速歯車付衝動反動タービン2台を搭載し、後進馬力はその60%余りで、前進時はプロペラは互いに外転した。舵はW型・H型同様1枚舵であったが、上部構造物増加で風の影響を受けやすくなったため、1949年（昭和24年）には、舵の根元の船尾船底船体中心線上にベントラルフィンを付加するとともに、舵面積を13%増大する工事を受けた。

#### 船内交流電化
鉄道省は1936年（昭和11年）建造の関釜連絡船 金剛丸（7081.74総トン）で日本初の船内電力交流化を行うとともに、大胆な船内電化も行っていた。青函航路でも1939年（昭和14年）建造の車両渡船第三青函丸以降は、金剛丸と同じ三相交流 60Hz　225Vを採用してはいたが、重要な補機類の動力には依然蒸気が使われていた。本船ではこれら補機類の交流電化も積極的に進め、金剛丸で既に採用されていた交流電動油圧式操舵機が、青函連絡船として初めて採用された。これは、7.5kWかご型交流誘導電動機で、回転方向、回転数とも一定ながら、吐出量も吐出方向も無段階に調節できる アキシャルプランジャ式可変吐出量型油圧ポンプ（ジャネーポンプ）1台を駆動し、その油圧でシリンダーを駆動して舵を動かす仕組みであった。操舵は、W型船・H型船と同様、操舵室に設置された浦賀式テレモーターの舵輪を回すことで、テレモーター起動筒で水圧を発生させ、その水圧を細い水圧管で延々と船尾車両甲板下の操舵機室まで伝え、操舵機室のテレモーター受動筒を動かし、その力で油圧ポンプの傾転角を操作して、作動油を左右のシリンダーに注入したり吸引したりしで舵を動かした。また前述の通り国鉄連絡船としては初めて電動式ヒーリングポンプが採用されたほか、各種ポンプ類にも交流電動機が用いられた。
その特性上、交流電動機には不向きとされ、金剛丸では電動発電機を介して直流電動機を回すワードレオナード方式を採用していた係船機械にも、羽根車室内の作動油量を調節してスリップ量をコントロールできるシンクレア流体継手を交流電動機出力軸に介することで、揚錨機やキャプスタンの交流電化を実現した。この方式は従来の汽動式に比べ操作は容易ではあったが、低速回転に限度があり、またそのとき十分なトルクが得られないなどの問題点も指摘された。
このほか、厨房、配膳室には交流電源の電気冷蔵庫、電気レンジや皿洗機も導入された。これらの電源確保のため、機械室には蒸気タービン駆動の出力500kVAという大型発電機が2台装備され、さらに端艇甲板には圧縮空気起動65馬力ディーゼルエンジン駆動50kVA非常用発電機も設置されたが、自動起動ではなかった。

### 外観
船体はH型船の船体線図で建造されたため、見る方向により、船首部両舷外板の車両甲板高さのナックルラインが気にはなるが、甲板室前面は丸みを帯び、その最上層にも、同様の丸みを持つ操舵室が約1.2m後退して設置され、その後ろに2列に並ぶ4本の大きな煙突はわずかに後ろへ傾き、舷側に連なる大きな角窓と、下部遊歩甲板まで下げた白と黒の塗り分け線が、実際よりも甲板室を大きく見せ、堂々たる大型客船の印象を与えた。
後述のSCAJAPナンバー標示廃止後は、前側煙突外側のファンネルマークの下に船名イニシャルのTOが標示された。

## 運航
試運転最大速力は17.455ノットで、翔鳳丸の16.95ノットを若干上回ってはいたが、青森 - 函館間の所要時間は、1944年（昭和19年）4月からの翔鳳丸型とほぼ同様の、下り4時間30分、上り4時間40分とし、1日2往復の運航が可能であった。なお航海速力は、翔鳳丸型と第三 - 第十青函丸は15.5ノットとされていたが、洞爺丸を含む戦後竣工の同等速力の船は14.5ノットとされた。
洞爺丸就航直前の1947年（昭和22年）10月の青函航路では、戦時中就航のW型車両渡船第六青函丸・第七青函丸・第八青函丸の3隻はいずれも客載車両渡船（デッキハウス船）化工事完了しており、日本人旅客の乗船は許されていた。しかし、戦後就航の第十一青函丸、第十二青函丸、石狩丸（初代）の3隻も客載車両渡船（デッキハウス船）化されていたが、当時進駐軍専用船に指定されており、日本人旅客の乗船は許されなかった。また、LST　Q021が1隻、有川 - 小湊間航路で貨車航送を行っていた。一方、車両航送できない船は、客船景福丸、同型の昌慶丸、客貨船宗谷丸のほか、元来は貨物船ながら、終戦直後から船艙を客室に改装して旅客輸送を行った壱岐丸（2代）も就航中で、これら11隻で15往復運航していた。
1947年（昭和22年）11月21日の洞爺丸就航から、翌1948年（昭和23年）11月27日の大雪丸（初代）就航までの1年間で、GHQの許可を得て建造された8隻全船が順次就航し、一気に車載客船4隻、客載車両渡船（デッキハウス船）6隻、車両渡船4隻の14隻体制となった。この間、客貨双方の輸送力の段階的な増強に伴い、1948年（昭和23年）2月26日には運航効率不良のLST　Q021 を返却してLST貨車航送を終了、同年6月5日には壱岐丸（2代）を広島鉄道局へ転属させ、同年10月10日には、途中徳寿丸と交代しながら助勤した昌慶丸も助勤解除とした。
しかし、事故や故障による遅延や休航は多く、1948年（昭和23年）10月からも15往復のままとし、翌1949年（昭和24年）も、3月から8月まで徳寿丸による助勤があり、景福丸も同年7月30日の終航まで、宗谷丸も1950年（昭和25年）10月13日の有川での係船まで運航された。このような中、 大雪丸（初代）就航直後の1948年（昭和23年）12月16日から、後述の進駐軍専用列車の寝台車航送とは別に、余席があれば日本人も乗車可能な1等寝台車（1949年（昭和24年）4月末までは「特別寝台車」と呼称）（マイネ40形）航送が開始された。
また、経済復興のため採られた、いわゆる傾斜生産方式による石炭輸送需要の増加と、貨車航送能力回復により、1948年（昭和23年）度の貨物輸送量は前年比137％、さらに1949年（昭和24年）度は、同年3月発表のドッジ・ラインによるデフレ不況 にもかかわらず、未だ回復しない海運貨物輸送を尻目に前年比152％の350万トンに達し、戦時中1943年（昭和18年）度の364万トンに迫った。このため臨時便増発で対応し、1949年（昭和24年）12月から旅客便5往復、貨物便13往復の計18往復設定となった。
一方旅客輸送は、1948年（昭和23年）度は前年比109％の206万人に達したが、1949年（昭和24年）度は上記ドッジ・ラインの影響もあり、前年割れ87％の175万人に留まり、以後2年間は低迷を続けた。1951年（昭和26年）5月からは、たびたび出現する浮流機雷への警戒のため、しばしば夜間運航中止となったが、1953年（昭和28年）9月以後は18往復に戻された。しかし、この浮流機雷のため、1951年（昭和26年）5月18日から寝台車航送は中止されてしまった。それでも貨物輸送量は1951年（昭和26年）度には440万トンと戦時中 1944年（昭和19年）度の385万トンを上回り、旅客輸送人員も1953年（昭和28年）には215万人と戦時中 1943年（昭和18年）の210万人を上回った。
　

## 洞爺丸難航
1947年（昭和22年）12月12日、津軽海峡は西高東低の気圧配置で、前日より強い西風を伴う猛吹雪が続き、当日は進駐軍専用のデッキハウス船石狩丸が、上り1202便として11時19分出航し難航していた以外は、全船運航見合わせ中で、函館・青森とも、多数の旅客と貨車が滞留していた。
このため洞爺丸は、無線方位測定機と音響測深儀、機関に異常のないことを確認の上、遅れ8便として15時35分函館第2岸壁を離岸し海峡に出て、磁方位南14度西に針路をとった。しかし吹雪で視界は利かず、波が、開けた窓から操舵室内まで打ち込む状態で、函館からの航程17海里付近（津軽海峡のほぼ中央）で平館海峡への針路を決めるため、平館灯台のすぐ北にある石崎無線標識所からの電波の方位を測定したところで、無線方位測定機が海水をかぶり使用不能となった。このため音響測深儀で水深測定して船位を割り出そうとしたが、これも故障して使用できず、さらに竜飛と大間の羅針局に無線方位測定を依頼したが、この無線も通じず、ここに明確な船位を測定する手段を失ってしまった。
このため18時42分、航程35海里地点（平館海峡の北側と推定）で、平館海峡への盲目状態での進入は危険と判断し、北西やや西へ転針、1時間航走後北東に転針し19時52分、前方やや右に大間埼灯台を短時間確認、20時50分北西に転針し、21時38分葛登支岬灯台をかすかに視認できたため、再び平館海峡へ向かうこととし、南西に転針した。しかし天候悪化のため22時には再度断念し、北東へ転針し22時53分、函館湾口と推定される地点に投錨した。しかし錨鎖繰り出し長から水深120mと予想外に深く、函館湾に到達していないことが判明したため、吹雪の晴れ間に北北西に進み、翌13日3時25分に函館湾内で錨泊し、天候がやや回復した朝8時に抜錨し青森へ向かった。

## 洞爺丸沈没

### 先発便引き返しと可動橋停電で出航の機会を逸す
1954年（昭和29年）8月7日、洞爺丸は戦後の全国巡幸の仕上げとして北海道を訪れる昭和天皇のお召し船となった。洞爺丸には海上自衛隊の艦船24隻および海上保安庁護衛船団がつき、それぞれ登舷礼をもって迎えたしかし、わずか1ヵ月余り後の9月26日、遭難事故に直面する。この日、洞爺丸は朝の6時30分、3便として青森第1岸壁を出航し、11時05分、函館第1岸壁に5分遅れで到着した。そのまま停泊し、折り返し4便として14時40分出航予定であった。この停泊中の11時30分、函館海洋気象台から台風接近による暴風警報が発令された。洞爺丸入港と入れ替わるように函館有川第3岸壁を10時55分、62便（貨物便）として出航した車両渡船渡島丸（初代）は、函館山を交わし、海峡に出たとたん強い東風を受け、激しい横揺れに見舞われ、12時40分頃には船長自ら、僚船に向け「難航中」の無線電話をするほどであった。函館有川第4岸壁を7分早発の12時38分出航した54便（貨物便）デッキハウス船 第六青函丸は、この無線電話を聞き欠航を決断、港口を出たところで引き返し、防波堤内に錨泊した。洞爺丸の先便となる函館第2岸壁13時20分発、1202便（客貨便）デッキハウス船第十一青函丸も出航後、渡島丸から打電された気象情報を受け、13時53分、前途航行困難と判断し、穴澗岬沖から引き返し、14時48分函館第2岸壁へ着岸した。
この1202便では、占領時代から、札幌発東京行の進駐軍専用列車1202列車の1等寝台車と荷物車の航送を行っていたが、1951年（昭和26年）5月9日の津軽海峡への浮流機雷流入以来、寝台車航送は中止されていた。この1202列車を含む進駐軍専用列車はサンフランシスコ講和条約が発効した1952年（昭和27年）4月28日に先立つ4月1日から、特殊列車と呼称変更され、日本人の乗車も許されるようになっていた。このとき寝台車航送も再開され、この日も1等寝台車マイネフ38 5と荷物車マニ32 16を積載していた。
当時、W型やH型のデッキハウス船や車両渡船より、洞爺丸型車載客船の方が堪航性能に優れ、前者が出航見合わせでも、後者は運航されることがあり、この時もそのようなケースであった。第1岸壁の洞爺丸は、戻ってきた第十一青函丸から、アメリカ軍関係者57名と日本人119名の乗客を移乗させた後、15時頃出航のため乗船タラップを上げたが、同船からの荷物車積込中とのことで、すぐには出航できなかった。しかし、これ以上出航が遅れると、台風が来るまでに陸奥湾内へ逃げ込めなくなるため、これ以上の車両積込を拒否し、15時10分に可動橋を上げようとした。しかし、ちょうどその時停電中で可動橋は上がらず、出航の機会を逸し、そのまま“テケミ（天候険悪出航見合わせ）”となった。停電はわずか2分間であったが、出航見合わせの決定は取り消されず、その後、引き続き寝台車の積込みが行われた。この頃、函館港内では雨まじりの20mの突風が吹いていた。

### その晴れ間は台風の目ではなかった?
NHKラジオは16時のニュースで、函館海洋気象台発表の台風情報として、「台風15号は15時現在、青森市西方約100キロ、北緯41度、東経139.5度の日本海海上にあって、中心気圧968ミリバール、依然毎時110キロくらいで北東に進行中、17時頃渡島半島を通って、今夜北海道を通過するものと思われます」と放送した。そして、函館では、17時頃から急に風が弱まり、晴れ間も出てきた。それを誰もが台風の目と信じた。
17時40分、船長は18時30分出航と決定した。18時にはすでに晴れ間は去り、空は暗くなっていたが風はそれほどでもなかった。しかしその後、風は急に強くなり、函館第2岸壁では着岸岸壁の空き待ちのため、2時間以上防波堤外で待機していた1201便（客貨便）石狩丸が、強くなった南南西の風に抗して補助汽船5隻に押され、かろうじて18時40分に着岸完了した。これとほぼ入れ違いに、洞爺丸は遅れ4便として約4時間遅れの18時39分、函館第1岸壁を離岸した。しかし、港口通過直前から40mもの強風を受け始めたため、前途の航行は困難と考え、19時01分に函館港西防波堤真方位300度0.85海里（1,574m）の防波堤外に両舷錨投錨して仮泊、両舷主機械を運転して船首を風上に向け、錨ごと流される走錨を防いで船位の維持に努めた。

### 車両甲板への浸水と機関停止
その後も風は一向におさまらず、波はさらに高くなり、19時30分頃から大きな縦揺れによって車両甲板船尾開口部から海水をすくい込むようになり、徐々に車両甲板上に海水が滞留していった。機械室では20時05分頃より、左舷後部逃出口からこの車両甲板に滞留した海水の流入が始まり、その後左舷前部逃出口、前部、後部の空気口、右舷出入口からの流入へと拡大した。この頃、船は左舷への5、6度の固定傾斜を中心に最大30度程度の横揺れをしており、21時頃には、この左舷への固定傾斜はヒーリングポンプ操作で一時水平に復したが、程なく左舷傾斜に戻ってしまった。21時頃には流入して船底に溜まった海水（ビルジ）は多量となったが、船体動揺が激しく十分な排水ができず、21時30分頃には左舷発電機が停止してしまった。同じ頃、左舷主機械にも異常振動があったため直ちに停止させたが、原因不明のまま5分後に船位維持のため再起動させた。21時40分頃、船体は左舷に20度ほど傾斜し、21時50分頃には左舷復水器循環水・抽気両ポンプの駆動電動機がビルジに浸かり短絡して停止、これによって左舷主機械が停止してしまった。22時頃から船体の傾きは右舷側に変わり、22時05分には右舷復水器循環水ポンプ駆動電動機もビルジに浸かり停止し、右舷主機械も停止してしまった。
ボイラー室でも、20時15分頃から左舷後部逃出口周縁からの浸水が始まり、続いて右舷後部逃出口からも浸水があった。20時25分頃に船体が左舷に傾斜した時、左舷側の4・6号缶の石炭取り出し口から石炭が海水と共に流出。続いて右舷傾斜時には右舷側の3・5号缶の石炭取り出し口からも同様の流出があり、22時05分の両舷主機械停止時には焚火可能なボイラーは、1・2号缶のみで、右舷発電機運転継続のためこの2缶の蒸気圧を保持し、機関部船員は退避した。しかし、残留蒸気圧で運転中の右舷発電機の程なくの停止は必至なため、2等機関士らは端艇甲板に上がり、非常用ディーゼル発電機の起動を試みた。しかし、船体傾斜による燃料油流下不良もあり、結局起動することはできなかった。洞爺丸は左舷主機械停止の頃から推力不足もあり走錨の度を速め、両舷主機械停止により完全に操船不能となり、主として左舷側から風浪を受け、右舷への傾斜を増していった。両舷主機械停止の報は直ちに運航指令あて打電され、乗客に対しては、「機関故障のため航行不能となり、七重浜に座礁する」旨の船内放送があり、救命胴衣着用の指示も出された。

### 触底と転覆
右舷への傾斜はさらに増大して40度にも達し、右舷は上部遊歩甲板外縁まで水没したため、上部遊歩甲板の階段降り口、下部遊歩甲板舷側角窓の破れたガラス窓から海水が多量に浸入し、階段を伝って車両甲板下3等船室へと流れ込み始めたちょうどその頃、22時26分頃であるが、右舷船尾船底に軽い衝撃を受けた。場所は函館港第3防砂堤灯柱より真方位267度8ケーブル（1ケーブルは0.1海里、8ケーブルは1,482m）、陸岸からは1,100mの地点で、直ちに「22時26分座礁せり」と運航指令あて打電し、乗客向け船内放送も行われた。しかしこの地点の水深は海図上12.4mで、喫水4.9mの洞爺丸の座礁には深すぎた。触底による衝撃はその後も数回くり返され、船体の右舷傾斜も増し、船首は風圧でさらに右舷へ圧流され、船体は陸岸と平行になり、左側面から風浪を受ける形となった。
22時39分「 SOS　洞爺丸　函館港外青灯より267度8ケーブルの地点に座礁せり」と打電、この時の船体傾斜は右舷約45度で、この直後に停電し、22時41分「本船500キロサイクルにてSOSよろしく」の通信を最後に連絡は途絶えた。22時43分頃、右側へ横転沈没し、その後の波で船体はさらに傾斜角度を増し、約135度の角度で船体上部を水深約10mの海底に覆没させ、左舷船底ビルジキールを海面上に露出した状態となった。なお、転覆直前に積載車両の横転と左舷錨鎖の切断があった。沈没地点は函館港西防波堤灯台真方位337度、2,500m、陸岸からは700mの地点であった。

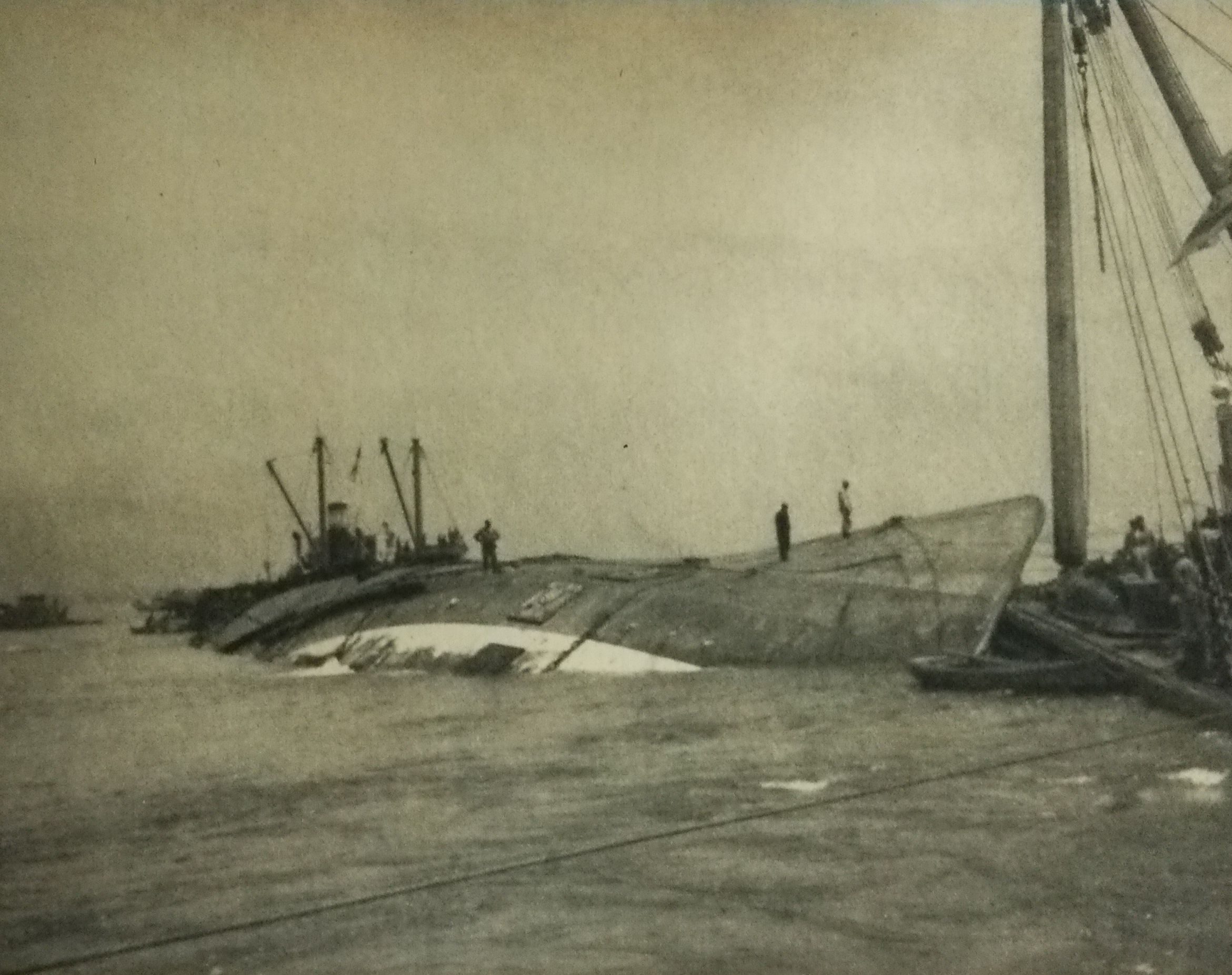
浮揚され、港へ曳航された洞爺丸

この遭難により、旅客1,041名、乗組員73名、その他41名の計1,155名が死亡または行方不明となり、旅客110名、乗組員38名、その他11名の計159名が救助された。浮揚作業は1955年（昭和30年） 8月25日に完了したが、沈没時下になって海底に刺さり込んでいた右舷側の損傷が激しく、修理不能として解体された。なお、沈没当時の総トン数は下部遊歩甲板減トン開口閉鎖その他で、4,337.40トンに増加しており、旅客定員も1,231名と大幅に増加していた。

## 洞爺丸沈没の原因

### 特異な台風
1891年（明治24年）から1954年（昭和29年）の64年間で、北海道西方海域を北上した台風は14個あり、このうち津軽海峡西方で急激に速度を落とし、かつ発達して中心気圧を下げたのはこの洞爺丸台風だけという特異な台風であった。事故から2年後の1956年（昭和31年）12月 気象庁発表の「昭和29年台風第15号報告」によれば、1954年（昭和29年）9月26日、太平洋側の温暖前線の北上に伴い、その北側の、津軽海峡に、先行した二次的な温暖前線が発生し、13時頃顕著になって北上し、北海道南部に強い東風を吹かせた、とのことで、この頃、台風は佐渡島の北西150キロ付近にあって、函館からは300キロも離れており、同日昼の62便　渡島丸（初代） 難航は、この温暖前線通過によるものであったと判明した。
またその頃、台風の南側から南南西にのびていた寒冷前線は、反時計回りに台風の東側へ回り込みながら、台風の進行に伴って東北地方を東進し、16時頃にはその一部が、前記の元からあった太平洋側の温暖前線に追いつき、閉塞前線となって、17時頃には函館に達した。この閉塞前線通過時、それまでの東風は弱まり、晴れ間も現れ、その後、南の強風に変わった。これが函館で見られた偽りの「台風の目」の正体であった。しかし、当時、日本海には観測点はなく、日本海に出た台風の情報は推測に基づくしかなかった。16時に放送された15時の台風中心の推定位置は、実際より東へ100キロもずれ、速度も毎時110キロとされ、そのまま進めば、台風の中心は17時頃、函館を通過しても不思議ではなかった。この情報を聞き、17時頃、函館であの晴れ間を実際に見た人々は、これを台風の目と信じた。しかし、この時、本物の台風は函館西方100キロの日本海海上にあり、函館はまさに台風の「危険半円」内であった、そのうえ進行速度も15時には、毎時40キロに減速しており、函館は長時間にわたり「危険半円」内に留まることになった。そのうえ中心気圧も15時の960ミリバールから、21時には956ミリバールへとさらに発達していた。これら洞爺丸台風の特異な振る舞いや、随伴する前線の発生などから、さらに後年の研究では、洞爺丸台風は9月26日15時から18時までには温帯低気圧化していたと推論されている。

### 想定外の浸水
函館湾は、函館港口から見て、右側が、青函トンネル（事故当時未完成）の北海道側坑口に近い矢越岬付近を見通す真方位217度の線、左側が同トンネル青森側坑口近くの竜飛埼を見通す205度の線の間、この南西方向へのわずか12度の開度で日本海に向け直接開いている。台風はこの函館湾の開口方向線の約100キロ西を平行に進行したため、函館湾には台風による強い南西風が吹き込み、日本海から津軽海峡に至るその長い吹走距離と、連吹時間により生じた異常な高波が函館湾を直撃した。洞爺丸はその強風と高波をかわすため、函館湾に錨泊した。こうすれば船首は風上を向き、横波を受けて横転する危険は避けられる。さらに錨ごと流される走錨を防ぐため、両舷の主機械を運転して船位を維持した。この態勢をとれば、風下側の船尾開口部から、車両甲板上に海水が大量に浸入することはない、とそれまでの経験から、当時の関係者は考えていた。
しかし、当夜の函館湾の高波は、波高6m、波周期9秒、波長は約120mと推定され、洞爺丸の水線長115.5mよりわずかに長かった。このような条件下では、前方から来た波に船首が持ち上げられたとき、下がった船尾は波の谷間の向こう側の斜面、つまり、その前に通り過ぎた波の斜面に深く突っ込んでしまい、その勢いで海水が車両甲板船尾の一段低くなったエプロン上にまくれ込んで車両甲板に流入、船尾が上がると、その海水は船首方向へ流れ込み、次に船尾が下がっても、この海水は前回と同様のメカニズムで船尾から流入する海水と衝突して流出できず、やがて車両甲板上に海水が滞留してしまうことが、事故後の模型実験で判明した。そして、波周期が9秒より短くても長くても、車両甲板への海水流入量は急激に少なくなること、波周期が9秒でも、波高4m未満であれば、海水流入のないことも判明した。
洞爺丸のような船内軌道2線の車載客船では、車両格納所の幅が車両甲板幅の約半分と狭く、車両甲板船尾開口部から大量の海水が流入しても、その滞留量は250トンとも360トンともいわれるが、車両甲板両舷側が船室のため、自由水が舷側まで移動できず、この程度の滞留量では転覆することはない、とされた。しかし、洞爺丸は石炭焚き蒸気船で、石炭積込口など、車両甲板から機関室（ボイラー室、機械室）への開口部が多数あり、これらの閉鎖は不完全で、滞留した海水が機関室へ流れ込み、主機械停止に至って操船不能となり、走錨もあって、船首を風上に向けることができなくなった。

### 海図にない浅瀬
触底に関する模型実験も行われた。七重浜を模した遠浅で海底が平坦な試験水槽を用い、当時の洞爺丸以上に大量の浸水で傾き、復原力を乏しくした状態の洞爺丸模型を、強風と高波で横向きに陸岸方向へ漂流させた。船体は陸側に傾いたまま、水自体も陸岸方向へ流れる磯波の山に乗って浅い場所に運ばれるが、その途中、船体は徐々に波の山から遅れ、水自体は沖へ流れる波の谷へ移る。しかし、波の谷は山より水面の高さが低く、船体は沖へ流されながら触底してしまう。このため触底時には、陸側に傾いた船の傾斜を立て直す方向に力が働き、次の波の山で再び浮き上がって陸岸方向へ運ばれ、波の谷で沖へ少し戻されながら触底する。この現象を何回か繰り返しているうちに、船体は浅い場所に安定した姿勢で座礁する可能性の高いことが判明した。しかし海底に凸凹がある場合や、船体が錨鎖等で拘束されている場合は、転覆の危険性が高まることも指摘された。
1948年（昭和23年）から1956年（昭和31年）までの日本船の乗揚げ海難事故では、船底が岩礁に乗揚げての一点支持による転覆例や、積荷が移動して不安定になった例以外は、全て安全に座礁できていた。生還した洞爺丸の2等運転士、3等運転士も、触底した当初は、これで沈没は免れたと思った、と語っているほどである。実際、洞爺丸台風の当日、名古屋から室蘭へ向け航行中であった貨物船 第6真盛丸（2,209トン）は、台風避難のため9月26日10時より、函館湾の、後に洞爺丸が錨泊する位置より約600m南西沖に錨泊していた。しかし20時10分頃から急速に走錨し、洞爺丸を追い越して、20時37分に、七重浜沖数10mに、右舷へ約10度の傾きで座礁し、以後安定した姿勢で鎮座でき、同日深夜には流れ着いた20名の洞爺丸からの遭難者の救助も行っている。
洞爺丸が流されて触底した場所は、海図上、水深12.4mで、喫水4.9mの洞爺丸が触底するには深すぎた。しかし、当夜の七重浜沖の海底は台風の大波でかきまわされ、舞い上がった海底の砂である漂砂が、七重浜沖1,000m付近に水深5m程度の浅瀬をつくっていた。このとき洞爺丸は既に右舷に大きく傾斜していたが、上記実験より、海底が平坦であれば、触底自体は右舷傾斜を立て直す方向に働いたはずで、右舷傾斜が増大するには、波の山に乗って陸岸方向へ流されている途中に触底し、右舷船底の揺れ止めの鋼鉄製のヒレであるビルジキールが海底に引っかかる必要があり、それには、海底の凸凹も必要であった。水槽実験でも、水槽の底に毛布のような物をゆるませて置くと、まれにビルジキールが引っかかり横転していた。この、まれにしか起きない、右舷ビルジキールが漂砂の浅瀬に引っかかったままの状態で、左舷から大波を受け続けた場合でも、通常は右舷へ90度横転するだけであった。水深5mの浅瀬での横転であれば、幅15.85mの洞爺丸なら、船体右側1/3が海面下に没するだけである。しかし、不運はさらに続いた。この浅瀬の陸側は10mの深みで、横転だけでは済まず、ここへ転がり落ちてしまい、その角度135度と、ほとんど真っ逆さまの状態で沈没してしまった。後日浮揚された洞爺丸では、右舷ビルジキールの全脱落が確認されている。しかし後の海難審判の採決では、触底後の転覆の原因は、浸水による復原力喪失によるものとされ、国鉄側が主張した上記のビルジキール引っ掛かり説は顧みられなかった。
なお、積載車両の転倒は、船がかなりの大角度に傾斜してから転倒し始めており、転覆の原因とはなっていない。

### 安全な連絡船への原点
まさに不運の連鎖による大事故であったが、この台風により、同夜函館湾では、洞爺丸以外にも4隻の車両渡船が沈没した。ことの重大さに鑑み、運輸省は1954年（昭和29年）10月に学識経験者による“造船技術審議会・船舶安全部会・連絡船臨時分科会”を、国鉄総裁は同年11月にやはり学識経験者による“青函連絡船設計委員会”を設置した。これらの審議会では、5隻の青函連絡船の沈没原因と、その対策等が審議検討され、答申書が出された。その答申内容に沿って、急遽補充の新造船だけでなく、沈没を免れた在来船や、浮揚後修復された復元船においても、車両甲板上に大量の海水が浸入するような悪条件下でも復原性が確保され、機関室の水密性も維持されて、推進機器類が容易に無力化されないよう対策が施され、その後の国鉄連絡船の安全規範の原点となった。各船の対策の詳細はW型船への対策、H型船への対策、日高丸への対策、大雪丸への対策、羊蹄丸への対策、檜山丸型への対策、十和田丸（初代）への対策の各項を参照のこと。

## SCAJAPナンバー
敗戦後、総トン数100トン以上の日本の全ての商船の配船、運航、造修等一切がGHQ管理下に置かれることになり、その実施機関である日本商船管理局SCAJAP（U.S. Naval Shipping Control Authority for Japanese Merchant Marine）の指令により、1945年（昭和20年）12月15日 からSCAJAPナンバーという管理識別番号が付与され、船体側面にこれを標示することが義務付けられた。
青函連絡船においても、SCAJAPナンバーが標示され、洞爺丸型では洞爺丸、羊蹄丸、大雪丸では側面中央部下部遊歩甲板角窓上の白地に黒で、摩周丸は塗り分け線直下の黒地に白で標示されていたが、全期間にわたり、上記位置に標示されていたかどうかは不明である。なお、この標示は1952年（昭和27年）4月28日のサンフランシスコ講和条約発効まで続けられた。
各船のSCAJAPナンバーは下記の通り（4桁の1文字目は船名のイニシャル、後ろ3桁は同一イニシャル内での通算番号）
- 洞爺丸：T239
- 羊蹄丸：Y062
- 摩周丸：M112
- 大雪丸：T277

なお、貨車航送を行ったアメリカ軍貸与のLST　Q021、Q022もSCAJAPナンバーであった。

## 沿革
- 1946年（昭和21年）7月 - 運輸省 鉄道総局、GHQから建造許可を得る
  - 9月17日 - 起工（三菱重工神戸造船所）
- 1947年（昭和22年）11月2日 - 竣工
  - 11月21日 - 就航
  - 12月12日 - 15時35分　遅れ8便として函館を出航後、猛吹雪の中、各種の船位測定機器が故障し、平館海峡へ進入できず、難航【洞爺丸難航】
- 1948年（昭和23年）12月16日 - 洞爺丸型による1等寝台車（マイネ40形）航送開始[107][108]
- 1950年（昭和25年）6月 - 下部遊歩甲板船尾の減トン開口の閉鎖[196]
  - 10月18日 - レーダー正式運用開始　 実際に装備したのは渡島丸が早かったが、正式運用は同日[196][197]
- 1951年（昭和26年）5月18日 - 浮流機雷流入のため洞爺丸型による寝台車航送休止[107][108]
- 1953年（昭和28年）12月1日 - VHF 無線電話使用開始[196]
- 1954年（昭和29年）1月31日 – 葛登支、浦町、石崎の各無線標識所廃止[198]
  - 3月31日 – 久根別、沖館の無線標識所廃止[198]
  - 8月7日 - 青森第2岸壁14時04分発、函館第2岸壁18時32分着の「お召便」（便数番号なし）洞爺丸[199]に 第9回国民体育大会（北海道大会）に向かう昭和天皇、香淳皇后ご乗船[200][201][注釈 30]
  - 9月26日 - 洞爺丸台風に遭遇し沈没
  - 10月6日～10日 - 損傷状況の精密調査[202]
  - 10月21日 - 浮揚作業開始[203]
- 1955年（昭和30年） 8月25日 - 浮揚作業完了 [160]
  - 10月25日 - 松庫商店へ売却、その後解体[204]

## その他
洞爺丸型をS型と呼ぶこともあるが、これは同時期に建造されたW型、H型車両渡船と区別するため、便宜上S型と呼んだのが始まりで、洞爺丸型の設計の基本となった翔鳳丸SHOHO MARUのSに由来した。